# Hes jadeskiva
Hes jadeskiva (kinesiska: 和氏璧, pinyin: He Shi Bi) var ett stycke vit jade som hittades av en viss Bian He (卞和) i den antika kinesiska staten Chu på 700-talet f.Kr. Den bearbetades först till formen av en skiva, en bi, för att senare, i händerna på Förste kejsaren av Qin, göras om till Kinas kejserliga sigill, ett sigill som gick förlorat drygt tusen år senare.